# Drapeau de la Hesse
 (février 2025).
Si vous disposez d'ouvrages ou d'articles de référence ou si vous connaissez des sites web de qualité traitant du thème abordé ici, merci de compléter l'article en donnant les références utiles à sa vérifiabilité et en les liant à la section « Notes et références ».
Il existe officiellement deux drapeaux de la Hesse: un drapeau civil (Landesflagge) et un drapeau d'État (Staatsflagge). Les deux drapeaux, composés d'un fond bicolore rouge et blanc, sont quasiment identiques: seule la présence des armoiries du Land sur le drapeau d'Etat permet de les différencier.

## Histoire
Les couleurs rouges et blanches sont basées sur celles des armoiries ludowingiennes, qui représentent un lion sur un champ divisé horizontalement en neuf bandes blanches et rouges. Ces armoiries furent héritées par la Maison de Hesse lors de sa séparation du duché de Thuringe en 1247, et le drapeau fut adopté sous le landgraviat de Hesse à l'époque moderne. Le Grand-Duché de Hesse moderne utilisa un drapeau comportant deux bandes rouges, tout comme l'État populaire de Hesse jusqu'en 1933.
Le drapeau de la Thuringe fut introduit en 1920, lors de la formation de cet État à partir des territoires fragmentés thuringeois (le duché de Thuringe ayant été absorbé par la Saxe en 1400), entant qu'inverse du drapeau de la Hesse.

## Utilisation
Le ministère de l'Intérieur de la Hesse a désigné plusieurs journées officielles du drapeau. Lors de ces journées, le drapeau de la Hesse (aux côtés des drapeaux de l'Union européenne et de l'Allemagne) doit être hissé sur tous les bâtiments officiels. Ces journées comprennent:
| Date                               | Nom                                                                | Raison                                                                                                  |
| ---------------------------------- | ------------------------------------------------------------------ | --- |
| 27 janvier                         | Journée de commémoration des victimes du national-socialisme       | Anniversaire de la libération du camp de concentration d'Auschwitz (1945)                               |
| 1er mai                            | Fête du Travail                                                    | Établie pour permettre aux syndicats allemands de manifester en faveur des droits des travailleurs      |
| 9 mai                              | Journée de l'Europe                                                | Anniversaire de la Déclaration Schuman (1950)                                                           |
| 23 mai                             | Journée de la Constitution                                         | Anniversaire de la Loi fondamentale de la République fédérale d'Allemagne (1949)                        |
| 17 juin                            | Anniversaire du 17 juin 1953                                       | Commémoration de l'insurrection de juin 1953 en Allemagne de l'Est                                      |
| 20 juillet                         | Anniversaire du 20 juillet 1944                                    | Anniversaire de la tentative d’assassinat manquée contre Adolf Hitler par Claus von Stauffenberg (1944) |
| Deuxième dimanche de septembre     | Journée commémorative hessoise pour les victimes de la déportation | En hommage à toutes les personnes vivant en Hesse qui ont souffert de la déportation                    |
| 3 octobre                          | Jour de l'Unité allemande                                          | Anniversaire de la réunification allemande (1990)                                                       |
| Le deuxième dimanche avant l’Avent | Journée du Souvenir                                                | En mémoire de toutes les personnes tuées en temps de guerre                                             |
| 1er décembre                       | Journée de la Constitution hessoise                                | Anniversaire de la Constitution du Land de Hesse (1946)                                                 |

Lors de la Journée de commémoration des victimes du national-socialisme et de la Journée du Souvenir, les drapeaux sont mis en berne. De plus, les drapeaux doivent être hissés lors des journées d’élection au Parlement européen, au Bundestag, au Landtag de Hesse et aux élections municipales.

## Galerie

Ville libre de Francfort
Comté d'Isenbourg (1806–1815)
Royaume de Westphalie (1807–1813)
Grand-duché de Francfort (1810–1813)
Électorat de Hesse
Nassau-Usingen
Duché de Nassau (1806–1866)
Grand-duché de Hesse (1806–1918)
État populaire de Hesse (1918-1945)
État libre du Goulot (1919–1923)
Province de Hesse-Nassau (1868–1944)
Province de Hesse (1944–1945)
Province de Nassau (1944–1945)